# Netvinger
Netvinger (Neuroptera) er en insektorden med omkring 4.000 arter fordelt på 17 familier. I Danmark kendes 56 arter fra 6 familier.

## Beskrivelse
Netvinger har to par omtrent lige store, hindeagtige vinger med et karakteristisk tæt ribbenet. I hvile holdes vingerne taglagt over bagkroppen. Vingefanget varierer fra 3 mm til over 100 mm. Netvinger er typisk dårlige flyvere.
Kroppen er blød og som regel grøn eller brun. Antennerne er normalt længere end hoved og forkrop, de er oftest trådformede, men de kan også være sammensat af led som en streng af perler (moniliforme), kam- eller kølleformede. Netvinger har store facetøjne.

## Levevis
De fleste netvinger er rovdyr som spiser andre insekter. De jager ofte sidst på dagen eller om aftenen. Enkelte netvinger spiser pollen og nektar. Larverne lever i ferskvand eller på land af rov eller som snyltere. Netvinger har fuldstændig forvandling. Efter tre nymfestadier forpupper larverne sig i en kokon.

## Systematik
Netvinger omfatter bl.a. familierne:
- Ascalaphider (Ascalaphidae)
- Guldøjer (Chrysopidae)
- Knælerfluer (Mantispidae)
- Myreløver (Myrmeleontidae)
- Svalehale netvinger (Nemopteridae)
- Vandmyreløver (Osmylidae)
- Vandflorvinger (Sisyridae)

Netvinger er tæt beslægtede med dovenfluer (Megaloptera) og kamelhalsfluer (Rhaphidioptera).